# بيري إدواردز
بيري لويز ادواردز (10 يوليو 1993-)(بالإنجليزية: Perrie Louise Edwards)‏ ، مغنية بريطانية من ساوث شيلدز في المملكة المتحدة ، اسم والدتها ديبي دافي ووالدها الكسندر ادواردز وهي الأخت الكبرى وهي عضوة في فرقة ليتل ميكس البريطانية مع جيسي نيلسون ولي آن بينوك وجايد أميليا ثيروال الفائزة بالمركز الأول في برنامج المواهب اكس فاكتور عام 2011.

## روابط خارجية
- بيري إدواردز على موقع IMDb (الإنجليزية)
- بيري إدواردز على موقع ميوزك برينز (الإنجليزية)
- بيري إدواردز على موقع قاعدة بيانات الأفلام السويدية (السويدية)
- بيري إدواردز على موقع ديسكوغز (الإنجليزية)
- بيري إدواردز على موقع قاعدة بيانات الفيلم (الإنجليزية)